# Checkstyle

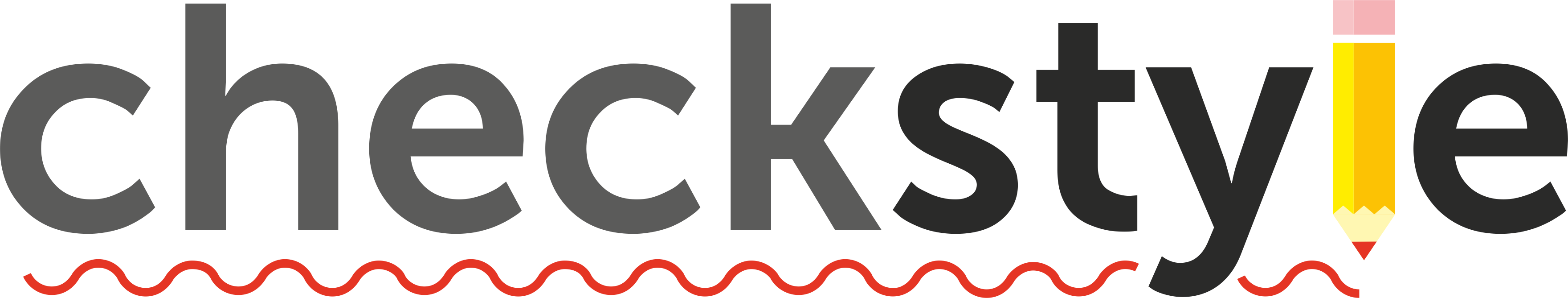
Logotipo de Checkstyle

Checkstyle  es una herramienta de análisis de código estático que se utiliza en el desarrollo de software para comprobar si el código fuente de Java cumple con las reglas de codificación.
Desarrollado originalmente por Oliver Burn en 2001, el proyecto es mantenido por un equipo de desarrolladores de todo el mundo.
La versión estable actual es la 8.34 que está basada en el lenguaje Java 8.

## Ventajas y limitaciones
El estilo de programación adoptado en un proyecto de desarrollo de software puede ayudar a asegurar que el código cumpla con las buenas prácticas de programación, lo que mejora la calidad, la legibilidad, y la reutilización del código, y puede reducir el costo de desarrollo. Las revisiones realizadas por Checkstyle se limitan principalmente a la presentación del código. Estas comprobaciones no confirman la exactitud ni la integridad del código.

## Ejemplos de módulos disponibles
Checkstyle define un conjunto de módulos disponibles, cada uno de los cuales proporciona verificación de reglas con un nivel configurable de rigor (obligatorio, opcional, etc.). Cada regla puede generar notificaciones, advertencias y errores. Por ejemplo, Checkstyle puede examinar lo siguiente:
- Comentarios de Javadoc para clases, atributos y métodos;
- Convenciones de nomenclatura de atributos y métodos;
- El número de parámetros de función;
- Longitudes de línea;
- La presencia de encabezados obligatorios;
- El uso de importaciones y modificadores de alcance;
- Los espacios entre algunos personajes ;
- Las prácticas de construcción de clases;
- Múltiples medidas de complejidad .

## Uso
Checkstyle está disponible como un archivo JAR. Puede ejecutarse dentro de una máquina virtual Java o como una tarea de Apache Ant. También se puede integrar en un IDE u otras herramientas.